# Muellerina lienenenklausi
Muellerina lienenenklausi är en kräftdjursart som först beskrevs av Ulrich och Bassler 1904.  Muellerina lienenenklausi ingår i släktet Muellerina och familjen Hemicytheridae. Inga underarter finns listade i Catalogue of Life.